# アジズル・ハスニ・アウァン
モアメド・アジズル・ハスニ・アウァン（Mohammed Azizul Hasni Awang、1988年1月5日 - ）は、マレーシア、ドゥングン出身の自転車競技（トラックレース）選手。

## 経歴
2006年
- アジアジュニア自転車選手権において、スプリント、ケイリン、1kmタイムトライアルの3種目を制覇。

2008年
- 奈良競輪場で行われた第28回アジア自転車競技選手権大会
  - ケイリン決勝において、ゴール寸前、永井清史を差し切って優勝。
  - スプリントでは、準決勝で渡邉一成を2-1のスコアで撃破し、決勝も制して二冠を達成した。
- 北京オリンピックでは開会式において、マレーシア選手団の旗手を務めた。
  - スプリント8位、
  - チームスプリントでは7位。
- UCIトラックワールドカップ2008-2009
  - 第2戦 ケイリン 優勝
  - 北京で開催された同大会第4戦のケイリンを制覇。同大会同種目の総合優勝も果たした。

2009年
- UCIトラック世界選手権大会のスプリントにおいて決勝に進出。グレゴリー・ボジェに1-2で惜敗したが2位と健闘した。
- 第29回アジア自転車競技選手権大会
  - スプリントを連覇
  - チームスプリントも制した。

2010年
- UCIトラックワールドカップ2009-2010 第4戦 ケイリン 優勝
- UCIトラック世界選手権大会・ケイリン2位。
- コモンウェルスゲームズ チームスプリント  3位（with ジョサイア・ヌグ、モド・リザル・ティシン）
- アジア競技大会・ケイリン 優勝。
- UCIトラックワールドカップ2010-2011 第2戦 ケイリン 優勝

2011年
- 第31回アジア自転車競技選手権大会
  - スプリント 3位
  - ケイリン 3位
- UCIトラックワールドカップ2010-2011 第4戦 ケイリン 3位

2012年
- 第32回アジア自転車競技選手権大会
  - スプリント 2位
  - ケイリン 2位
- ロンドンオリンピック
  - スプリント 8位
  - ケイリン 6位

2014年
- 第32回アジア自転車競技選手権大会
  - スプリント 優勝
  - ケイリン 2位
- Adelaide Cycling Grand Prix 2位
- コモンウェルスゲームズ ケイリン 3位
- Melbourne DISC Grand Prix ケイリン 2位

2015年
- 第33回アジア自転車競技選手権大会
  - スプリント 2位
  - ケイリン 優勝
- UCIトラック世界選手権大会 ケイリン 3位
- Melbourne DISC Grand Prix ケイリン 3位
- ジャパントラックカップ ケイリン 3位
- South East Asian GP
  - スプリント 優勝
  - ケイリン 2位

2016年
- 第34回アジア自転車競技選手権大会
  - スプリント 3位
  - ケイリン 3位
- UCIトラック世界選手権大会 ケイリン 3位
- リオデジャネイロオリンピック
  - ケイリン  銅メダル

2017年
- 第34回アジア自転車競技選手権大会 スプリント 優勝
- UCIトラック世界選手権大会  ケイリン 優勝

2018年
- 第35回アジア自転車競技選手権大会
  - スプリント 2位
  - ケイリン 3位
- マレーシア選手権
  - ケイリン 優勝
  - スプリント 優勝
- 2018年アジア競技大会における自転車競技
  - チームスプリント 2位
  - スプリント 優勝
  - ケイリン 3位
- UCIトラックワールドカップ2018-2019
  - 第3戦 ケイリン 3位
  - 第4戦 ケイリン 2位

2019年
- 第36回アジア自転車競技選手権大会
  - チームスプリント 3位
  - スプリント 優勝
- マレーシア選手権
  - 1kmタイムトライアル 優勝
  - ケイリン 優勝
  - スプリント 優勝
- UCIトラックワールドカップ2019-2020 第4戦 ケイリン 優勝

2020年
- 第37回アジア自転車競技選手権大会
  - ケイリン 2位
  - スプリント 優勝
- UCIトラック世界選手権大会
  - ケイリン 3位
  - スプリント 3位

2021年
- マレーシア選手権 スプリント 2位
- 東京オリンピック  ケイリン 銀メダル

## 特徴
- ゴール直前にハンドルをグイッと押し出す（競輪選手の小倉竜二がよく行っているプレーである）、『ハンドル投げ』というプレーを行う選手が中にはいるが、アウァンの場合、自転車を少し持ち上げ、前輪を浮かせながら行う。